# Махно Віталій Митрофанович
Махно Віталій Митрофанович (нар. 5 лютого 1929) — радянський хлібороб, Герой Соціалістичної Праці (1976)

## Життєпис
Народився 5 лютого 1929 року в с. Трудове Баштанського району в селянській сім'ї. Вчився в початковій школі села Трудове, потім в Андріївській школі, та навчання перервала війна.
Після війни вступив до Миколаївського морехідного училища. По його закінченні в 1947 році став працювати в Миколаївському торговому порту слюсарем-кранівником. Звідти й був призваний в 1949 році до лав Радянської Армії. Після демобілізації повернувся в рідне село. Працював в місцевому колгоспі механізатором.
З березня 1955 року навчався у Снігурівському районі в училищі механізації.
З 1959 року — бригадир тракторної бригади. За свою любов до рідної землі, сумлінну працю Махно В. М. був нагороджений в 1968 році медаллю «За трудову доблесть».
В 1971 році за високі досягнення і трудову доблесть нагороджений орденом Трудового Червоного Прапора.
Після створення механізованих загонів в 1972 році Махно В. М. очолює мехзагін № 3 колгоспу «Комуніст». На цій посаді він працює до 1974 року. За високі досягнення у вирощуванні врожаїв зернових культур в 1973 році Махно В. М. нагороджений орденом Леніна.
В 1976 р. за видатні успіхи, досягнуті у Всесоюзному соціалістичному змаганні, проявлену трудову доблесть у виконанні планів та соціалістичних зобов'язань по збільшенню виробництва та продажу державі сільськогосподарських продуктів Махну В. М. присвоєно звання Героя Соціалістичної Праці з врученням другого ордена Леніна та золотої медалі «Серп і Молот».
У 1982 р. Віталій Митрофанович році закінчив Новобузький технікум механізації та електрифікації сільського господарства.
З 1984 р. працює інженером в колгоспі, з 1989 р. — пенсіонер, але ще 7 років віддає свою працю рідній землі.
З 1996 р. — на заслуженому відпочинку.

## Нагороди
- Герой Соціалістичної Праці (1976)